# Vụ va chạm trên không Brocklesby năm 1940
Vào ngày 29 tháng 9 năm 1940, một vụ va chạm trên không xảy ra trên bầu trời Brocklesby, bang New South Wales, Úc. Đây là một tai nạn hy hữu bởi vì các máy bay liên quan tới tai nạn, hai chiếc Avro Anson của Trường đào tạo bay số 2 của Không quân Hoàng gia Úc, bị mắc kẹt với nhau sau khi va chạm xảy ra, rồi cùng nhau hạ cánh an toàn. Vụ va chạm làm cho chiếc Anson phía trên bị hỏng động cơ, nhưng động cơ của chiếc Anson phía dưới vẫn tiếp tục hoạt động, cho phép cặp máy bay này tiếp tục bay. Cả hai người dẫn đường và phi công của chiếc Anson phía dưới ngất xỉu. Phi công của chiếc Anson phía trên nhận ra rằng anh ấy có thể điều khiển cả hai chiếc máy bay đang mắc kẹt với nhau bằng các cánh lái độ cao và cánh tà, rồi sau đó hạ cánh xuống một cánh đồng gần đó. Cả bốn người thuộc tổ lái ở cả hai máy bay đều sống sót, sau đó thì chiếc Anson phía trên được sửa chữa lại và tiếp tục phục vụ cho không quân Hoàng gia Úc.

## Trường đào tạo và chi tiết chuyến bay

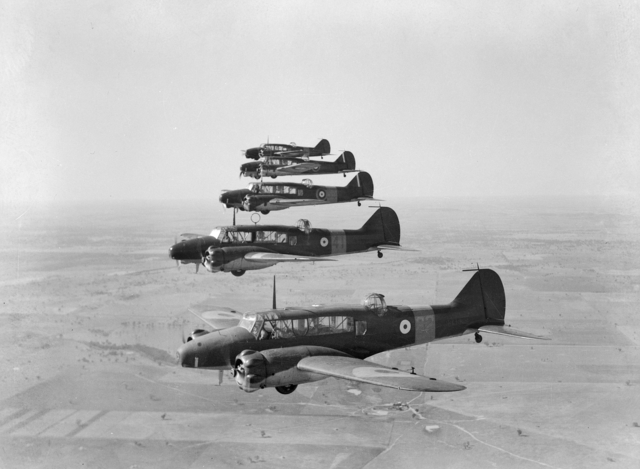
Những chiếc Anson thuộc Trường đào tạo bay số 2 của Không quân Hoàng gia Úc đang bay theo đội hình

Trường đào tạo bay số 2 của Không quân Hoàng gia Úc (SFTS), có đặt căn cứ tại Căn cứ không quân Forest Hill gần Wagga Wagga, bang New South Wales, là một trong những trường đào tạo phi công được thành lập trong những năm đầu Chiến tranh thế giới lần thứ II là một phần cống hiến của Úc vào kế hoạch đào tạo bay khối Thịnh vượng chung của Anh. Sau việc huấn luyện bay đơn giản tại trường đào tạo bay trung cấp, học sinh sẽ đến một trường đào tạo bay không quân Hoàng gia để học kỹ thuật họ sẽ phải làm nhiệm vụ (hay "phục vụ"), trong đó có bay siêu nhanh, bay đêm, tuần tra liên quốc gia, nhào lộn nâng cao, bay theo đội hình, đánh bom bổ nhào, và pháo binh trên không. Cơ sở vật chất của trường đào tạo bay số 2 của Không quân Hoàng gia Úc vẫn đang được xây dựng khi khóa huấn luyện bay đầu tiên với những chiếc Avro Anson bắt đầu ngày 29 tháng 7 năm 1940.
Vào ngày 29 tháng 9 năm 1940, hai chiếc Anson cất cánh từ căn cứ không quân Forest Hill để bay huấn luyện dọc vùng nông thôn ở phía nam bang New South Wales. Máy bay có số đăng ký N4876 được điều khiển bởi phi công Leonard Graham Fuller, 22 tuổi, đến từ Cootamundra, cùng phi công Ian Menzies Sinclair, 27 tuổi, đến từ Glen Innes, trong vai trò là người dẫn đường. Chiếc máy bay có số đăng ký L9162 được điều khiển bởi phi công Jack Inglis Hewson, 19 tuổi, đến từ Newcastle, và phi công Hugh Gavin Fraser, 27 tuổi, đến từ Melbourne, trong vai trò là người dẫn đường. Kế hoạch lộ trình của họ đầu tiên là bay tới Corowa, rồi đi Narrandera, và cuối cùng quay trở lại Forest Hill.

## Va chạm và hạ cánh khẩn cấp
Hai chiếc Anson đang bay ở độ cao 1.000 foot (300 mét) ở thị trấn Brocklesby, gần Albury, thì thực hiện cú liệng vòng. Fuller không thể nhìn thấy chiếc máy bay của Hewson đang ở phía dưới và hai chiếc Anson va chạm trong bối cảnh mà Fuller miêu tả sau đó là "hai chiếc máy bay mài vào nhau và một tiếng nổ khi hai cánh quạt đang gầm rú mắc kẹt với nhau mỗi cái suýt chém vào nắp động cơ của chiếc kia". Hai chiếc máy bay vẫn bị mắc kẹt với nhau, đuôi nhỏ của chiếc Anson phía dưới găm vào cánh trái của chiếc còn lại, vây và bánh lái của nó giúp cho đuôi cánh trái của chiếc máy bay phía trên cân bằng.
Cả hai động cơ của chiếc máy bay trên đều bị hỏng do vụ va chạm nhưng những động cơ của chiếc phía dưới tiếp tục chạy ở mức tối đa khi hai chiếc Anson mắc kẹt với nhau bắt đầu bay vòng tròn một cách chậm chạp. Fuller mô tả "sự kết hợp kỳ dị" này là "dính vào nhau như cục gạch". Trong hoàn cảnh như vậy, anh ấy nhận ra rằng mình có thể điều khiển hai chiếc máy bay đang cõng nhau với cánh lái độ cao và cánh tà bằng chiếc máy bay của anh ấy, và bắt đầu tìm kiếm vị trí để hạ cánh. Hai người dẫn đường là Sinclair và Fraser, ngất xỉu, không lâu trước khi phi công của chiếc Anson phía dưới cũng bị ngất xỉu. Hewson, phi công chiếc máy bay ở dưới, bị thương ở lưng khi cánh quạt của chiếc máy bay bên trên cắt qua thân máy bay của anh ấy.
Fuller đi thêm 8 kilômét (khoảng 5 dặm) sau vụ va chạm, rồi thực hiện thành công pha hạ cánh khẩn cấp bằng bụng tại một cánh đồng lớn, 6 kilômét (4 mi) phía tây nam Brocklesby. Hai chiếc máy bay mắc kẹt đã trượt 180 mét (200 thước Anh) trên cỏ rồi dừng lại. Theo như Fuller biết, đó là cú hạ cánh tốt nhất trong thời gian luyện tập xử lý các tình huống bay vòng và va chạm tại căn cứ không quân Forest Hill trong những ngày trước đó. Sĩ quan chỉ huy trưởng của anh ấy, Squadron Leader Cooper, tuyên bố rằng anh ấy đã có sự lựa chọn nơi hạ cánh "hoàn hảo", và chỉ riêng pha hạ cánh cũng là một "nỗ lực tuyệt vời". Trưởng nhóm phụ trách giải quyết tai nạn của không quân Hoàng gia Úc là Arthur "Spud" Murphy, đã bay thẳng tới hiện trường vụ tai nạn từ căn cứ không quân chính tại Melbourne, cùng với phó nhóm là Henry Winneke. Fuller nói với Murphy rằng:
| “ | Thưa ngài, tôi đã làm theo tất cả những gì đã được dạy bảo— hạ cánh càng gần nhà dân hoặc nông trại càng tốt, nếu có thể, hạ cánh theo chiều gió. Tôi đã làm tất cả mọi thứ nói trên. Đằng kia là một nông trại, và tôi đã vòng một vài lần để hạ cánh theo chiều gió. Dù sao thì cô ấy (ý nói đến hai chiếc máy bay) cũng khá khó điều khiển! | ” |

## Sau vụ tai nạn
Tại nạn kỳ lạ này đã được đưa tin khắp thế giới, và làm cho thị trấn nhỏ Brocklesby trở nên nổi tiếng. Để ngăn chặn việc phá hủy hai chiếc Anson, Fuller không chỉ nhận được công trạng vì đã tránh gây tổn thất cho Brocklesby, mà còn tiết kiệm cho quân đội khoản tiền khoảng 40.000 £. Cả hai chiếc Anson đều được sửa chữa lại; chiếc máy bay ở phía trên (N4876) sau đó trở lại phục vụ, và chiếc máy bay phía dưới (L9162) được dùng để giảng dạy. Hewson được chữa trị cho chấn thương lưng của anh ta tại bệnh viện quận Albury và trở lại tiếp tục hoàn thành nghĩa vụ quân sự; anh ấy tốt nghiệp Trường đào tạo bay số 2 của Không quân Hoàng gia Úc vào tháng 10 năm 1940. Anh ấy giải ngũ trong vai trò phi công trưởng vào năm 1946. Sinclair giải ngũ năm 1945, cũng là một phi công trưởng vào thời điểm đó. Fraser đã được cho sang Anh với vai trò là phi công cho Phi đội số 206 của Không lực Hoàng gia Anh, đóng quân tại căn cứ Aldergrove, Bắc Ireland. Anh cùng ba đồng đội hi sinh vào ngày 1 tháng 1 năm 1942 khi chiếc Lockheed Hudson của họ đâm vào một ngọn cây trong một chuyến bay huấn luyện thường lệ.
Fuller được thăng chức lên trung sĩ sau khi hạ cánh thành công, nhưng cũng bị quản thúc giới hạn trong doanh trại trong vòng 14 ngày và trừ lương 7 ngày do tiết lộ thông tin với báo chí mà không được cho phép. Ông đã tốt nghiệp Trường đào tạo bay số 2 của Không quân Hoàng gia Úc vào tháng 10 năm 1940, và đã nhận được nhiều lời khen ngợi từ Ban hàng không quốc gia Australia cho "sự hiện diện của cái tâm, lòng can đảm và quyết tâm của mình trong hạ cánh hai chiếc Anson bị mắc kẹt với nhau mà không gây thiệt hại nghiêm trọng cho máy bay trong điều kiện khó khăn". Fuller được đưa sang phục vụ tại Trung Đông, và sau đó là châu Âu cho Phi đội số 37 cua Không lực Hoàng gia Anh. Ông nhận được Huy chương bay Vang danh cho hành động của mình tại Palermo vào tháng 3 năm 1942. Được phong sĩ quan vài tháng sau, Fuller trở về Australia trong vai trò sĩ quan chỉ huy bay, và sĩ quan huấn luyện bay cho Đơn vị huấn luyện bay số 1 của Không quân Hoàng gia Úc ở Sale, bang Victoria. Fuller tử nạn ở gần Sale vào ngày 18 tháng 3 năm 1944, khi xe đạp của ông ấy bị một chiếc xe buýt đâm phải.

## Di sản
Theo Hội đồng Greater Hume Shire, vụ va chạm trên không năm 1940 là "nguyên nhân chính của sự nổi tiếng" của Brocklesby. Cư dân địa phương kỷ niệm 50 năm sự kiện này bằng cách dựng một vật đánh dấu gần nơi hạ cánh trong tai nạn; nó đã được công bố bởi Tim Fischer, các Thành viên liên bang của Farrer và Lãnh đạo Đảng Quốc Úc, vào ngày 29 tháng 9 năm 1990. Vào ngày 26 tháng 1 năm 2007, một đài tưởng niệm có hình động cơ của chiếc Avro Anson được khai trương nhân lễ hội ngày Úc ở Brocklesby.